# Pseudathyma callina
Pseudathyma callina är en fjärilsart som beskrevs av Smith 1898. Pseudathyma callina ingår i släktet Pseudathyma och familjen praktfjärilar. Inga underarter finns listade i Catalogue of Life.